# Tour dei Beatles
Nel corso della loro carriera, che si estende dal 1960 al 1970, i Beatles hanno svolto circa 970 concerti, e hanno suonato in 10 tour.

## Cronistoria
Dal 1961 al 1966, la rock band inglese The Beatles si esibì in tutto l'occidente. Iniziarono ad esibirsi dal vivo in Gran Bretagna nel 1961 e continuarono in vari club durante  il loro soggiorno ad Amburgo, fino al 1962, con una formazione costituita da John Lennon, Paul McCartney, George Harrison, Stuart Sutcliffe e Pete Best, sponsorizzati dal loro primo manager Terry Doran. Dopo l'uscita di Sutcliffe i Beatles continuarono ad esibirsi per tutto il 1962, in particolare al Cavern Club di Liverpool, dove furono scoperti da George Martin.
Dopo aver licenziato Best e assunto Ringo Starr, i Beatles tornarono ad esibirsi in una serie di tour di concerti in tutto il Regno Unito nel 1963, prima di partire per gli Stati Uniti all'inizio del 1964, dove riscossero un enorme successo.
Quando la Beatlemania e la British Invasion entrarono in pieno vigore, iniziarono un tour mondiale e continuarono ad esibirsi nel Regno Unito e negli Stati Uniti per tutto il 1965, inclusa una celebre esibizione allo Shea Stadium di New York.
Nel 1966, dopo il controverso Tour di Germania, Giappone e Filippine  e la Tournée dei Beatles in America 1966 (dove vi fu il celebre commento di John Lennon "More popular than Jesus"), i Beatles smisero di esibirsi dal vivo perché erano stufi dei tour e divennero una band solo in studio. La loro ultima esibizione con un pubblico pagante fu al Candlestick Park di San Francisco il 29 agosto.
Numerosi documentari sulle loro esibizioni dal vivo sono stati realizzati prima e dopo il loro scioglimento, tra cui The Beatles at the Shea Stadium del 1965 e The Beatles: Eight Days a Week del 2016.

## Scenografie

### Effetti speciali
Furono tra le prime band al mondo ad utilizzare gli effetti speciali, in particolar modo gli effetti con il fumo.

## Cronologia dei tour
Di seguito, la cronologia dei tour dei Beatles:
- Beat Ballad Show Tour (1960)
- Beatles English Tour (1962-1963)
- The Beatles' Winter 1963 Helen Shapiro Tour (1963)
- Tommy Roe / Chris Montez Tour (1963)
- Roy Orbison/Beatles Tour (1963)
- Tournée dei Beatles in UK nel 1964 (1964)
- The Beatles' 1964 World Tour (1964)
- Tournée dei Beatles in America nel 1964 (1964)
- Tournée dei Beatles in America nel 1964 2 (1964)
- Beatles European Tour (1965)
- Tournée dei Beatles in America 1965 (1965)
- Rubber Soul Tour (1965)
- Beatles British Tour (1965)
- Tour di Germania, Giappone e Filippine (1966)
- Tournée dei Beatles in America 1966 (1966)

### Altro
- Periodo amburghese dei Beatles (1960-1962)
- Beatles' Farewell Show (1961)
- The Beatles' 1962-1963 Christmas Shows (1962-1963)
- The Beatles' 1963-1964 Christmas Shows (1963-1964)
- Soggiorno dei Beatles in India (1968)
- Concerto sul Tetto (1969)